# Pyromorphite
Pyromorphite là một khoáng vật loài bao gồm chì phosphat và chì chloride: Pb5(PO4)3Cl, đôi khi đủ giàu chì để được khai thác như một quặng chì. Tinh thể nói chung chung có dạng lục lăng, đôi khi kết hợp  với dạng kim tự tháp. Tinh thể dạng cong không phải là không phổ biến. Hình cầu, và dạng khối, bột cũng được tìm thấy. Nó là một phần của một loạt với hai khoáng chất khác: mimetite (Pb5(NhưO4)3C) và vanadinite (Pb5(VO4)3C), sự tương đồng ở bên ngoài rất gần, như một quy luật, chỉ có thể phân biệt giữa chúng bằng kiểm tra hóa học. Paecilomyces javanicus là một mẫu thu thập được từ nguồn đất nhiễm chì, nơi có thể hình thành pyromorphite 
Chúng trước đây bị nhầm lẫn dưới tên quặng chì xanh hoặc quặng chì nâu  (tiếng đức: Grünbleierz và Braunbleierz). Lần đầu tiên, nó đã được phân biệt về mặt hóa học bởi M. H. Klaproth năm 1784, và được đặt theo tên pyromorphite bởi J. F. L. Ely năm 1813. Tên Pyromorphite bắt nguồn từ tiếng Hy Lạp với pyr (lửa) và morfe (hình cầu) do của nó kết tinh sau khi bị tan chảy.

## Tính chất và nơi khai thác
Màu sắc của khoáng này thường là sáng bóng màu xanh, màu vàng nâu hay bóng của nhựa. Độ cứng là 3.5 đến 4, và khối lượng riêng từ 6.5 - 7.1. Sự thay thế đồng vị phosphor bằng thạch tín, có thể chuyểnt từ pyromorphite sang mimetite. Nếu lẫn calci vô định hình ở mức thấp hơn thì khối lượng riêng từ 5.9 - 6.5 và thường có màu nhạt hơn, chúng mang tên polysphaerite (vì có dạng hình cầu). Có thể thấy nhiều ở Bohemia, Nuizière, Chénelette, gần Beaujeu, Rhône, Pháp, và từ Cherokee Quận ở Georgia.

## Ảnh thư viện

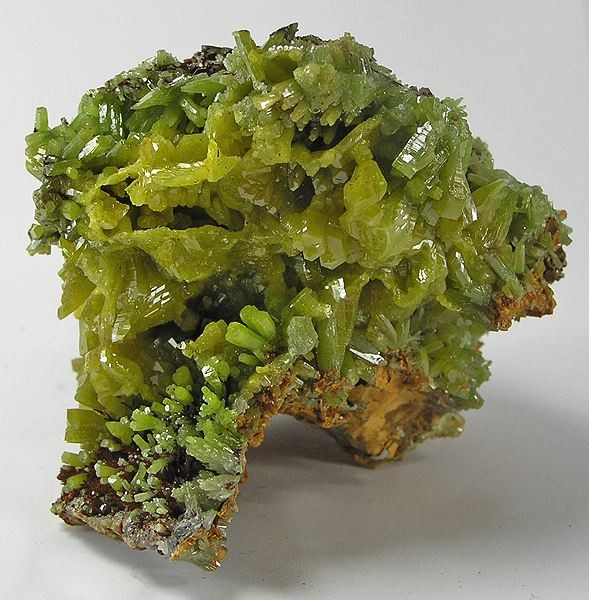
Tinh thể pyromorphite ở Trung Quốc
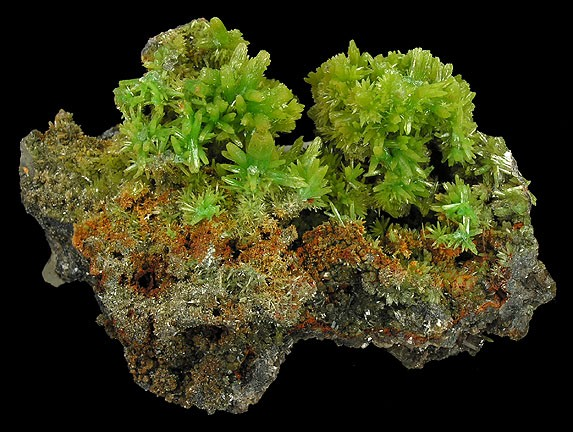
Dạng khoáng miniature
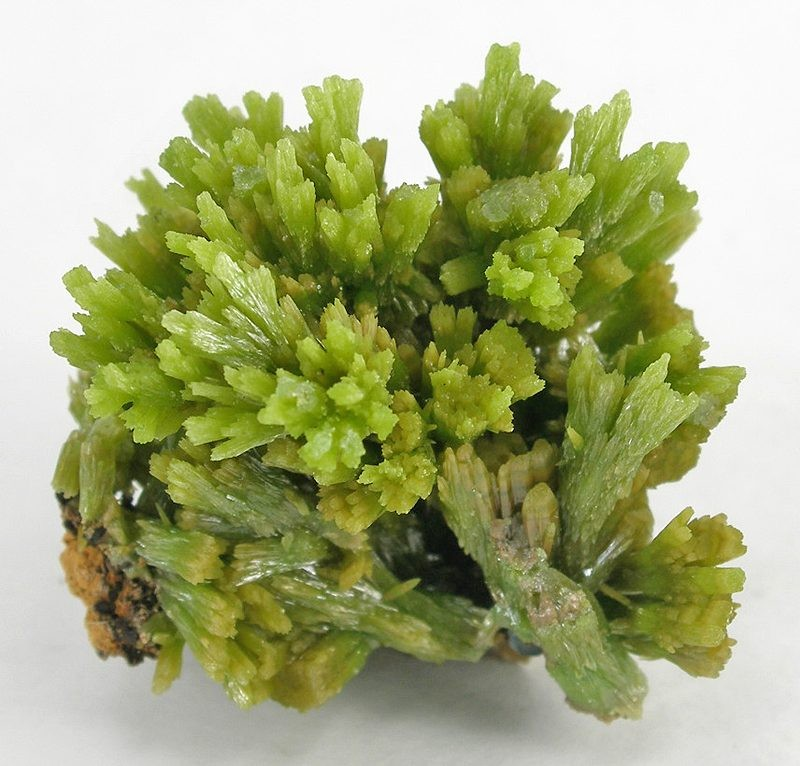
Tinh thể pyromorphite ở Trung Quốc
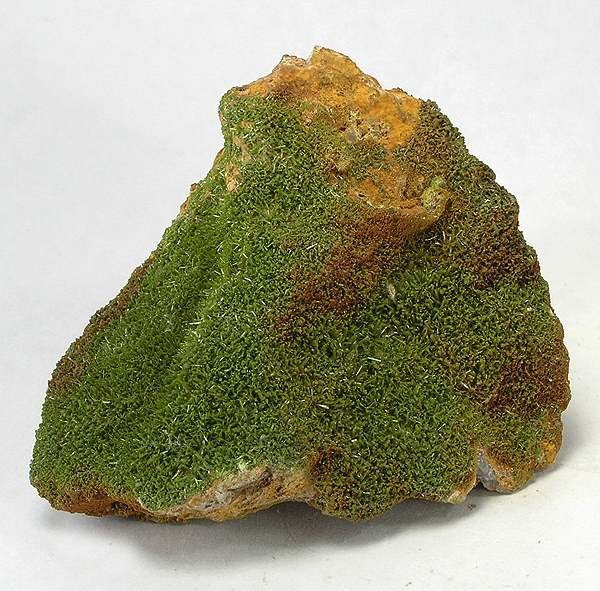
Tinh thể pyromorphite